# Bataille de Sugar Point
 (février 2021).
Si vous disposez d'ouvrages ou d'articles de référence ou si vous connaissez des sites web de qualité traitant du thème abordé ici, merci de compléter l'article en donnant les références utiles à sa vérifiabilité et en les liant à la section « Notes et références ».
Guerres indiennes
La bataille de Sugar Point eut lieu le 5 octobre 1898 près du lac Leech dans le Minnesota entre l'armée américaine et des Ojibwés du groupe des « Pilleurs » (Pillagers en anglais, Makandwewininiwag en ojibwé). Selon la Minnesota Historical Society, c'est le dernier soulèvement amérindien des États-Unis d'Amérique.

## Contexte
Le grief principal entre les Pilleurs et la police de la réserve concernait les arrestations fréquentes et les jugements d'Amérindiens dans des tribunaux fédéraux éloignés des réserves. L'accusation portait souvent sur la vente et la consommation d'alcool dans la réserve, interdites par la loi fédérale.
Au cours des années 1880, le corps des ingénieurs de l'armée américaine construisait des barrages à la source de la rivière Mississippi. Un barrage sur le site du lac Leech, en inondant des terres amérindiennes, déplaça des villages et détruisit une bonne partie des moyens de subsistance agricoles.
La coupe de bois mort par les sociétés locales d'exploitation forestière entretenait aussi un ressentiment important. Celles-ci payaient le bois à un prix sous-évalué et avec du retard. Il arrivait parfois que des bucherons sans scrupules mettent le feu à des arbres sains pour les faire passer pour du bois mort récoltable.
Un Pilleur, Bug-O-Nay-Ge-Shig (Trou-dans-la-journée), contestait les pratiques de ces sociétés dans la réserve au début de l'année 1898. Quand lui et le chef amérindien Sha-Boon-Day-Shkong allèrent au village amérindien proche de Onigum le 15 septembre, ils furent arrêtés par le marshal Robert Morrison et le policier de la réserve Arthur M. Tinker comme témoins d'actes de contrebande et ils devaient être conduits à Duluth. Alors qu'on les emmenait, Bug-O-Nay-Ge-Shig demanda secours à des passants et un groupe de Pilleurs attaqua Morrison et Tinker, permettant l'évasion de Bug-O-Nay-Ge-Shig et Sha-Boon-Day-Shkong et leur retour à Sugar Point. Bug-O-Nay-Ge-Shig avait une bonne raison de vouloir éviter cette arrestation : pareille mésaventure lui était arrivée 5 mois plus tôt et, à l'âge de 62 ans, il avait dû faire le chemin du retour à pied de Duluth.
Après l'évasion de Bug-O-Nay-Ge-Shig, Tinker demanda l'aide militaire de Fort Snelling. Une escouade de 20 soldats du 3e régiment d'infanterie placée sous le lieutenant Chauncey B. Humphreys, fut dépêchée à Onigum. Quand ses éclaireurs rapportèrent que Bug-O-Nay-Ge-Shig refusait de se rendre, Humphreys décida d'envoyer des renforts. Un détachement de 77 soldats placé sous les ordres du commandant Melville C. Wilkinson et accompagné du général John M. Bacon fut envoyé. L'expédition comptait aussi des officiers, des policiers et plusieurs journalistes.
Le détachement partit de Walker sur deux bateaux à vapeur pour rejoindre Sugar Point, une petite péninsule au nord-est du lac Leech.

## Bataille
Après leur arrivée à terre, deux des Pilleurs qui avaient aidé Bug-O-Nay-Ge-Shig à s'évader furent arrêtés. Bug-O-Nay-Ge-Shig, lui, était introuvable, ayant apparemment pris la fuite avant l'arrivée des soldats. Ceux-ci établirent un campement et fouillèrent les bois alentour et les villages voisins pour arrêter les Pilleurs faisant l'objet d'un avis de recherche. Les soldats ne trouvèrent personne et, de fait, les Pilleurs jeunes s'étaient cachés dans les bois.
Qui tira le premier coup de feu et dans quelles circonstances fit l'objet d'une controverse. Le général Bacon avance qu'un soldat avait tiré par accident, amenant les Pilleurs réfugiés dans les bois à se croire attaqués ; les Pilleurs disent que la bataille a commencé quand, arrivant à Sugar Point en bateau, des soldats se mirent à tirer sur un canoë transportant des femmes amérindiennes venant demander la libération de prisonniers sur les bateaux.
Vers 11 h 30, les Pilleurs commencèrent à tirer sur les soldats depuis la forêt alentour. Les soldats, dont beaucoup de jeunes recrues, se jetèrent au sol après que leurs officiers leur aient fait encercler la cabane de Bug-O-Nay-Ge-Shig. Au cours de la première demi-heure, quelques soldats furent tués ou blessés. Wilkinson, blessé à la cuisse gauche, et les autres soldats se replièrent sur le côté de la cabane donnant sur le lac.
Le commandant Wilkinson fut ensuite touché par une seconde balle à l'abdomen alors qu'il exhortait ses troupes, bravant le feu ennemi. Il mit plus d'une heure à mourir. Le sergent William Butler fut également tué d'un tir dans la tête alors qu'il allait informer le général Bacon des dernières paroles du commandant : « faites leur l'enfer (give em hell) ».
Le soir même, un policier amérindien fut tué par un soldat l'ayant pris pour un Pilleur. Au matin, un soldat, mortellement blessé alors qu'il cherchait à déterrer des pommes de terre, fut la dernière victime officielle de la bataille.
Les Pilleurs se dispersèrent tôt le lendemain et les soldats repartirent pour Walker. Six soldats, dont le commandant Wilkinson, avaient été tués et dix autres blessés. Aucun civil ne fut tué pendant la bataille, à l'exception de l'officier de police amérindien. En revanche, cinq civils, dont un deuxième policier amérindien, furent blessés.
Après son évasion, Bug-O-Nay-Ge-Shig ne fut jamais capturé. Il mourut en 1916 à l'âge de 80 ans.

## Suites
La nouvelle de l'accrochage fit naitre la crainte d'un soulèvement général et l'attaque des campements de Bemidji, Cass Lake, Deer River, Grand Rapids, et de Walker, dans le Minnesota. Des troupes fédérales supplétives furent envoyées de Fort Snelling et la garde nationale du Minnesota fut mobilisée, en même temps que les colons se constituaient en milices.
Les Ojibwés se réfugièrent dans des régions plus reculées de la réserve, craignant des représailles de l'armée ou des colons.
La peur d'un nouveau soulèvement amérindien se dissipa après que les journaux eurent décrit les circonstances de l'attaque. Le jour qui suivit la bataille, un journal local publia la lettre ouverte des chefs amérindiens dénonçant les pratiques des sociétés d'exploitation forestière du bois et demandant l'établissement d'une commission d'enquête composée de personnes honnêtes et indépendantes de l'industrie forestière.
Une enquête s'ensuivit qui reconnut le tort fait aux Amérindiens par les autorités locales de les arrêter pour des motifs futiles, de les envoyer à Duluth ou à Minneapolis, à plus de 300 kilomètres de leur village, pour les juger et les relâcher ensuite sans prévoir de moyen pour retourner au village.
Nombre des Pilleurs recherchés se rendirent aux autorités et furent condamnés à des peines s'échelonnant entre deux et dix mois de prison et une amende de 25 à 100 dollars. Au milieu de l'année 1889, un pardon général fut décrété. Peu d'efforts furent consacrés pour trouver lesquels des Pilleurs avaient pris part à la bataille, les autorités choisissant d'enterrer l'affaire. On apprit plus tard que 19 Pilleurs seulement avaient tenu tête victorieusement aux 77 soldats du 3e régiment d'infanterie.
En l'espace de quelques années, l'Etat américain achetait une bonne part des terres des Pilleurs qui devinrent forêt nationale.